# PELI1
PELI1‏ (Pellino E3 ubiquitin protein ligase 1) هوَ بروتين يُشَفر بواسطة جين PELI1 في الإنسان.